# Cuassacs
Cuassacs és una serra situada entre els municipis de Sagàs i de Santa Maria de Merlès a la comarca del Berguedà, amb una elevació màxima de 670 metres.